# Уршань
Уршань, Уршані (рум. Urșani) — село у повіті Вилча в Румунії. Адміністративно підпорядковане місту Хорезу.
Село розташоване на відстані 187 км на північний захід від Бухареста, 33 км на захід від Римніку-Вилчі, 94 км на північ від Крайови, 139 км на захід від Брашова.

## Населення
За даними перепису населення 2002 року у селі проживали 474 особи, усі — румуни. Рідною мовою 473 особи (99,8%) назвали румунську.